# Montigny (Seine-Maritime)
Montigny is een gemeente in het Franse departement Seine-Maritime (regio Normandië) en telt 1114 inwoners (1999). De plaats maakt deel uit van het arrondissement Rouen.

## Geografie
De oppervlakte van Montigny bedraagt 7,8 km², de bevolkingsdichtheid is 142,8 inwoners per km².
De onderstaande kaart toont de ligging van Montigny (Seine-Maritime) met de belangrijkste infrastructuur en aangrenzende gemeenten.

## Demografie
Onderstaande figuur toont het verloop van het inwonertal (bron: INSEE-tellingen).